# Ambliara
Ambliara fou un principat de la presidència de Bombai, fundat per una branca dels chahuans rajputs de Sambhar (Ajmer). La seva superfície era de 207 km². Podria ser el mateix que apareix a la Imperial Gazetteer of India com Amliyara.
El 1908 va pujar al tron el thakhur Sahib Keshar Singh, nascut el 1887. El va succeir Sahib Jamal Singh sota el que l'estat va ingressar a la Unió Índia.